# Рихтер, Николай Фёдорович
Николай Фёдорович Рихтер (5 (17) марта 1844 — 23 ноября (6 декабря) 1911) — московский общественный деятель.

## Биография
Представитель рода (фон) Рихтеров: отец — архитектор Фёдор Фёдорович Рихтер; мать — Александра Николаевна, урождённая Гусятникова.
Учился в 4-й московской гимназии; затем окончил естественное отделение физико-математического факультета Московского университета кандидатом.
Будучи начальником 5-го земского участка Московского уезда и, одновременно, землевладельцем Ростокинской волости (имение Раево на левом берегу Яузы), Рихтер в 1876 году участвовал в создании в Раеве школы — второй по счёту бесплатной земской школы на всю волость. В земскую собственность школа перешла в 1879 году и Николай Фёдорович стал её первым попечителем.
Гласный Московской городской думы (1873—1876, 1881—1888, 1901—1911).  Председатель Московской уездной земской управы — утверждён в должности 15 февраля 1896. «Получив в наследство от своих предшественников в 1896 году всего 71 школу, Николай Федорович Рихтер к концу десятилетия удвоил их количество в губернии».
С 1907 года — председатель Московской губернской земской управы; в этом же году, 6 декабря, был произведён в действительный статские советники. Имел награды: ордена Св. Владимира 3-й ст. (1910), Св. Анны 2-й ст. (1904), Св. Станислава 2-й ст. (1901).
Скоропостижно скончался от инсульта 23 ноября (6 декабря) 1911 года в селе Медведково. Был похоронен на Медведковском кладбище.
Жена — Мария Дмитриевна, урожд. Филимонова. Их дети: Нина (30.07.1878—?); Зоя (22.03.1880—?); Анна (27.09.1893—?); Всеволод (25.11.1886—?); Георгий (21.01.1899—?).